# Championnats des Balkans de VTT
Les championnats des Balkans de VTT (vélo tout terrain) sont une compétition internationale de VTT qui réunit les pays membres de la confédération des balkans de cyclisme.

## Cross-country

### Hommes
Élites
| Année | Or                       | Argent                   | Bronze                    |
| 2003  | Emmanouil Kotoulas (GRE) | Ovidiu-Tudor Oprea (ROU) |                           |
| 2006  | Ovidiu-Tudor Oprea (ROU) | Periklís Ilías (GRE)     | Bilal Agkul (TUR)         |
| 2007  | Ovidiu-Tudor Oprea (ROU) | Bojan Djurdjic (SER)     | Boris Popovic (SER)       |
| 2008  | Bojan Djurdjic (SER)     | Lucian Logigan (ROU)     | Mários Athanasiádis (CHY) |

Moins de 23 ans
| Année | Or                  | Argent              | Bronze          |
| 2003  | Konstantinos Bardis |                     |                 |
| 2006  | Periklís Ilías      | Bojan Djurdjic      | Marius Petrache |
| 2007  | Periklís Ilías      | Marius Petrache     | Lucian Logigan  |
| 2008  | Lucian Logigan      | Mários Athanasiádis | Oliver Strbać   |

Juniors
| Année | Or                   | Argent                      | Bronze              |
| 2003  | Periklís Ilías       | Konstantinos Konstantinidis |                     |
| 2006  | Mustafa Sayar        | Muhammet Eyüp Karagöbek     | Ioan Mogos          |
| 2007  | Alexandros Kokovikas | Slobodan Zlatković          | Charalampos Takidis |
| 2008  | Michalis Kittis      | Kyriakos Skettos            | Aleksa Marić        |